# Guanajuato Puerto Interior
Region Especial De Puerto Interior es un Puerto seco ubicado en la Zona de Guanajuato. No pertenece a ningún Municipio; funge como región especial sin autoridad municipal, solo federal sobre el puerto. Es el centro logístico más importante de América Latina y se ha convertido en el primer puerto seco en integrarse a la Comisión Interamericana de Puertos (CIP) de la Organización de Estados Americanos (OEA). Adyacente al Aeropuerto Internacional Del Bajío y a la Carretera Federal 45.

## Zona de Parques Industriales

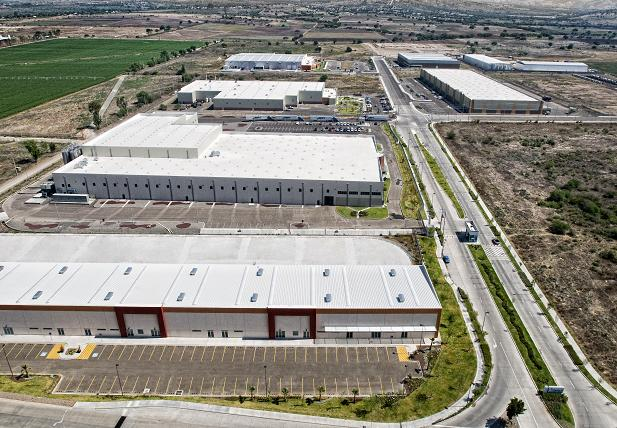
Parques Industriales Santa Fe

Cuatro parques industriales, Santa Fe I, Santa Fe II, Santa Fe III y Santa Fe IV, tienen los servicios y la infraestructura para la operación de empresas logísticas y de manufactura media y ligera con alcances internacionales. Algunas de las corporaciones que tienen operaciones dentro de estos parques son Hino Motors (filial de Toyota), Flexi,  Guala Dispensing, Mailhot de México, Teco Westinghouse, Samot, Softer, Sovere, Emyco, Nippon Express, HAL Aluminum, Nestlé Purina, Beiersdorf, Bio Pappel, Volkswagen y Pirelli entre otras. Se encuentra a 10 km de la Cd. de Silao Guanajuato

## Aduana

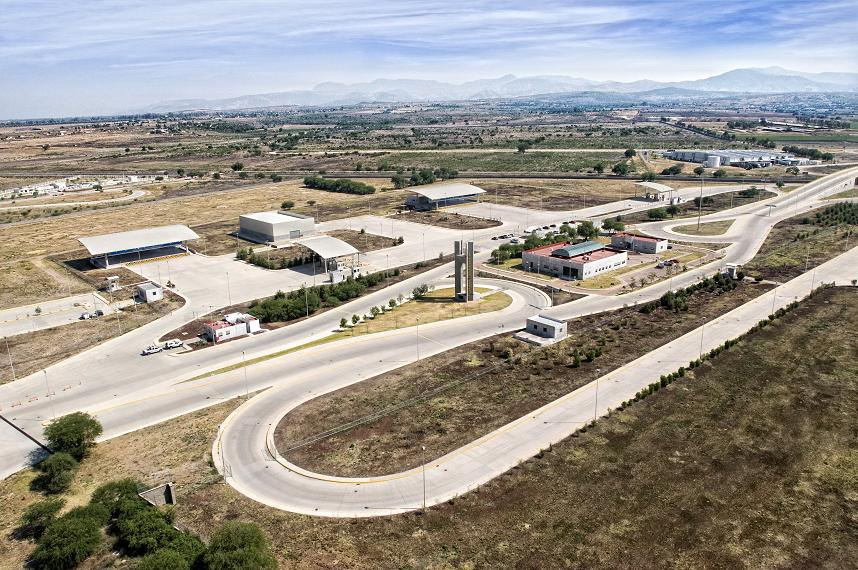
Aduana dentro de GTO Puerto Interior

GTO Puerto Interior tiene la instalación aduanera más moderna y mejor planeada de México. Gracias a su infraestructura, es una de las aduanas más eficientes y fluidas del país.

## Terminal Especializada de Carga Ferroviaria

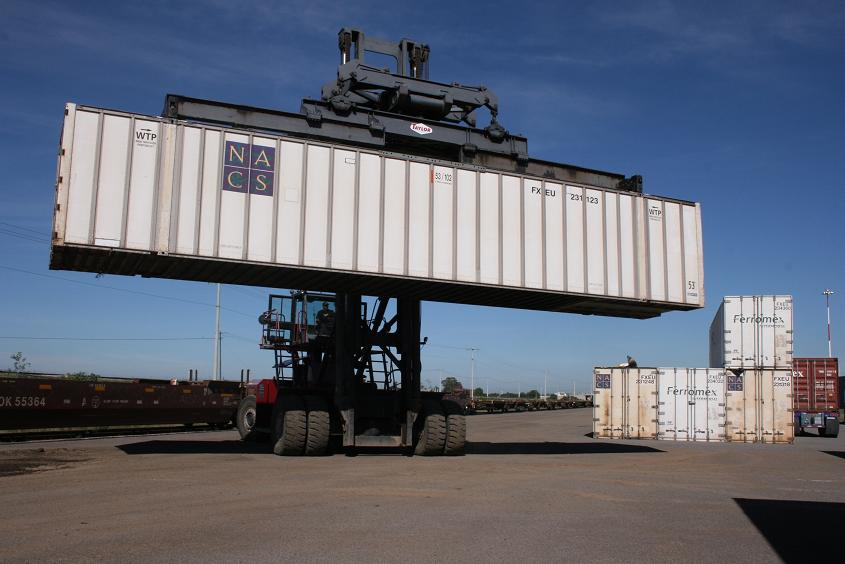
Terminal Ferroviaria GPI

Maneja el transporte ferroviario de mercancías desde y hacia cualquiera de los puntos en la red nacional del país, incluyendo las principales ciudades, puertos marítimos y fronteras internacionales.

## Aeropuerto Internacional Del Bajío

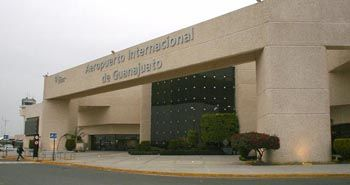
Aeropuerto Internacional Del Bajío

Colinda con Guanajuato Puerto Interior y sirve a todo el Estado de Guanajuato y lugares vecinos. Es uno de los aeropuertos interiores mejor conectados del país y ofrece vuelos directos diarios a los principales aeropuertos de México y Estados Unidos, tales como Houston, Dallas, y Los Ángeles.

## Distrito de Innovación y Servicios

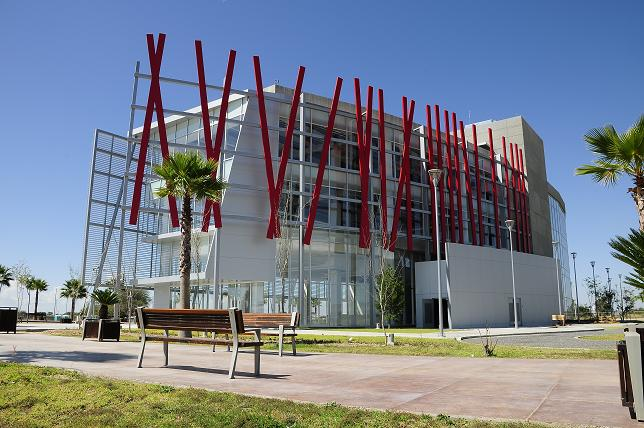
Distrito de Innovación y Servicios

Es una zona de áreas comerciales y de servicios complementarios a las actividades logísticas y de manufactura que se están estableciendo en GTO Puerto Interior. Actualmente se está construyendo el Hotel Fiesta Inn, y en una torre corporativa adicional que ofrecerá oficinas de alto nivel y espacios comerciales en renta. Otros usos destinados para esta zona son servicios bancarios y financieros, servicios de alimentos y conveniencia, servicios de transporte y logística y oficinas para diversos usos.

## Zona Educativa y de Capacitación
Esta zona se encuentra en desarrollo y recientemente inició operaciones la primera etapa de un campus universitario del Instituto Politécnico Nacional  que ofrece carreras profesionales de ingeniería relacionadas con la manufactura. Adicionalmente, en esta zona operará un centro de capacitación técnica industrial administrado por el CONALEP.

## Centro de Servicios Comunitarios
Este centro se diseñó para dar servicio a las empresas instaladas en GTO Puerto Interior y a sus empleados. Contiene una guardería, una estación de bomberos y un centro de atención médica con áreas de salud ocupacional y atención de emergencias. Estas instalaciones se encuentran incluidas dentro de un parque recreativo y deportivo.